# Мірешть (Румунія)
Мірешть, Мірешті (рум. Mirești) — село у повіті Вилча в Румунії. Входить до складу комуни Томшань.
Село розташоване на відстані 176 км на північний захід від Бухареста, 25 км на захід від Римніку-Вилчі, 85 км на північ від Крайови, 138 км на південний захід від Брашова.

## Населення
За даними перепису населення 2002 року у селі проживали 93 особи, усі — румуни. Усі жителі села рідною мовою назвали румунську.